# Hyposoter masoni
Hyposoter masoni là một loài tò vò trong họ Ichneumonidae.